# عبد الرحمن حجي
عبد الرحمن حجي (6 مارس 1901 - 29 أبريل 1965)، هو شاعر مغربي.

## حياته
عبد الرحمن بن أحمد حجي السلاوي أو (أبي زيد)، ولد يوم الخميس 6 مارس 1901م الموافق 15 ذي القعدة عام 1318 هـ بمدينة سلا التي نشأ وتلقى تعليمه الأولي بها، بدأ ذلك في الكُتّاب، وفي المسجد الأعظم على يد أساتذته، ومنهم أحمد ابن الفقيه الجريري، وأحمد بن عبد النبي، ومحمد الصبيحي، وفي الرباط على أبي شعيب الدكالي، والمدني بن الحسني، ومحمد الرغاي، ومحمد الحجوي، ولما بلغ الواحدة والعشرين من عمره، انتقل إلى فاس لإكمال دراسته، فمكث بها ثلاث سنين أخذ فيها عن أعلام القرويين.
شغف حجي بدروس اللغة العربية والأدب أكثر من غيرها، فكان يقرأ كل ما يقع في يديه من كتب أدبية ودواوين شعرية، كما أعجب بكتابات محمد عبده، والسيد رشيد رضا، و مصطفى لطفي المنفلوطي، وفي أثناء هذه الفترة بدأ يكتب الشعر؛ فنظم في الشوق إلى مكان ميلاده، وانتقد عادات مجتمعه، ووظف شعره لخدمة القضية الوطنية، ومناهضة الاستعمار، ومحاربة الموالين له.
تقلد عدة وظائف علمية بالعدوتين، فاشتغل بالتدريس في مدرسة أبناء الأعيان بسلا، ثم في ثانوية مولاي يوسف بالرباط، ومعهد الدراسات المغربية العليا، وأخيرا بكلية الآداب والعلوم الإنسانية بالرباط.
لقي عبد الرحمن حجي الاحترام والتقدير من علماء عصره، فقال فيه العلامة القيطوني: «الفقيه العالم، الأديب الكبير، الشاعر المبدع»، وقال: «أديب بارع، خفيف الروح، حلو المجالسة، ممتع المحاضرة»، وقال الشيخ عبد السلام ابن سودة: «العالم اللغوي، والأديب المشارك، الشاعر المبدع الشهير، والمدرس المخلص المدافع عن وطنه».

## من مؤلفاته
خلف عبد الرحمن حجي شعراً غزيراً نُشر قليل منه في حياته، وجمع بعضه بعد وفاته في ديوان طبع ببيروت، وطبع له: كشف النقاب عن أخلاق الشباب، وتحقيق شرح بحرق الكبير للامية الأفعال، قصيدة تهذيبية إسلامية، وعدد من المقالات النقدية والأدبية في مختلف الدوريات.

## من اشعاره
نادى سنة 1962 بدستور يقنن أحكام العدل والمساواة بين أفراد المجتمع في قصيدته «في المطالبة بالدستور» بقوله:
| ” | « آن للحق أن يقال ويرضى * ولوجه الصواب أن يترضى ومن العدل أن نصادف تأيي دا * وأمنا كى نشرب العدل محضا ذاك شأن الدستور إن كان حقا * يفرض العدل والمساواة فرضا» | “ |

## وفاته
توفي بمسقط رأسه 29 أبريل 1965م.